# 2014-es Formula–1 monacói nagydíj
A monacói nagydíj volt a 2014-es Formula–1 világbajnokság hatodik futama, amelyet 2014. május 22. és május 25. között rendeztek meg a monacói városi pályán, Monte-Carlóban.

## Szabadedzések

### Első szabadedzés
A monacói nagydíj első szabadedzését május 22-én, csütörtökön délelőtt tartották.
| helyezés | versenyző         | csapat/motor         | elért idő | különbség | futott kör |
| -------- | ----------------- | -------------------- | --------- | --------- | ---------- |
| 1        | Lewis Hamilton    | Mercedes             | 1:18,271  | −         | 32         |
| 2        | Nico Rosberg      | Mercedes             | 1:18,303  | +0,032    | 31         |
| 3        | Daniel Ricciardo  | Red Bull-Renault     | 1:18,506  | +0,235    | 37         |
| 4        | Fernando Alonso   | Ferrari              | 1:18,930  | +0,659    | 31         |
| 5        | Sebastian Vettel  | Red Bull-Renault     | 1:19,043  | +0,772    | 33         |
| 6        | Kimi Räikkönen    | Ferrari              | 1:19,467  | +1,196    | 31         |
| 7        | Valtteri Bottas   | Williams-Mercedes    | 1:19,494  | +1,223    | 31         |
| 8        | Sergio Pérez      | Force India-Mercedes | 1:19,666  | +1,395    | 29         |
| 9        | Kevin Magnussen   | McLaren-Mercedes     | 1:19,789  | +1,518    | 29         |
| 10       | Nico Hülkenberg   | Force India-Mercedes | 1:19,856  | +1,585    | 38         |
| 11       | Jenson Button     | McLaren-Mercedes     | 1:20,033  | +1,762    | 35         |
| 12       | Esteban Gutiérrez | Sauber-Ferrari       | 1:20,118  | +1,847    | 33         |
| 13       | Romain Grosjean   | Lotus-Renault        | 1:20,207  | +1,936    | 33         |
| 14       | Pastor Maldonado  | Lotus-Renault        | 1:20,241  | +1,970    | 38         |
| 15       | Jean-Éric Vergne  | Toro Rosso-Renault   | 1:20,260  | +1,989    | 36         |
| 16       | Felipe Massa      | Williams-Mercedes    | 1:20,517  | +2,246    | 25         |
| 17       | Adrian Sutil      | Sauber-Ferrari       | 1:20,736  | +2,465    | 18         |
| 18       | Danyiil Kvjat     | Toro Rosso-Renault   | 1:20,914  | +2,643    | 37         |
| 19       | Jules Bianchi     | Marussia-Ferrari     | 1:21,310  | +3,039    | 27         |
| 20       | Marcus Ericsson   | Caterham-Renault     | 1:22,063  | +3,792    | 40         |
| 21       | Kobajasi Kamui    | Caterham-Renault     | 1:22,492  | +4,221    | 38         |
| 22       | Max Chilton       | Marussia-Ferrari     | 1:25,817  | +7,546    | 7          |

### Második szabadedzés
A monacói nagydíj második szabadedzését május 22-én, csütörtökön délután tartották.
| helyezés | versenyző         | csapat/motor         | elért idő | különbség | futott kör |
| -------- | ----------------- | -------------------- | --------- | --------- | ---------- |
| 1        | Fernando Alonso   | Ferrari              | 1:18,482  | −         | 15         |
| 2        | Lewis Hamilton    | Mercedes             | 1:18,901  | +0,419    | 12         |
| 3        | Sebastian Vettel  | Red Bull-Renault     | 1:19,017  | +0,535    | 15         |
| 4        | Jean-Éric Vergne  | Toro Rosso-Renault   | 1:19,351  | +0,869    | 14         |
| 5        | Valtteri Bottas   | Williams-Mercedes    | 1:19,421  | +0,939    | 9          |
| 6        | Sergio Pérez      | Force India-Mercedes | 1:19,668  | +1,186    | 9          |
| 7        | Nico Hülkenberg   | Force India-Mercedes | 1:19,712  | +1,230    | 10         |
| 8        | Jenson Button     | McLaren-Mercedes     | 1:19,721  | +1,239    | 16         |
| 9        | Daniel Ricciardo  | Red Bull-Renault     | 1:19,779  | +1,297    | 11         |
| 10       | Kevin Magnussen   | McLaren-Mercedes     | 1:20,230  | +1,748    | 16         |
| 11       | Felipe Massa      | Williams-Mercedes    | 1:20,394  | +1,912    | 8          |
| 12       | Danyiil Kvjat     | Toro Rosso-Renault   | 1:20,622  | +2,140    | 13         |
| 13       | Adrian Sutil      | Sauber-Ferrari       | 1:20,811  | +2,329    | 8          |
| 14       | Pastor Maldonado  | Lotus-Renault        | 1:20,977  | +2,495    | 7          |
| 15       | Esteban Gutiérrez | Sauber-Ferrari       | 1:21,467  | +2,985    | 8          |
| 16       | Romain Grosjean   | Lotus-Renault        | 1:21,700  | +3,218    | 6          |
| 17       | Kobajasi Kamui    | Caterham-Renault     | 1:21,924  | +3,442    | 6          |
| 18       | Jules Bianchi     | Marussia-Ferrari     | 1:21,937  | +3,455    | 13         |
| 19       | Max Chilton       | Marussia-Ferrari     | 1:22,683  | +4,201    | 13         |
| 20       | Nico Rosberg      | Mercedes             | 1:22,862  | +4,380    | 11         |
| 21       | Marcus Ericsson   | Caterham-Renault     | 1:23,164  | +4,682    | 6          |
| 22       | Kimi Räikkönen    | Ferrari              | 1:45,509  | +27,027   | 4          |

### Harmadik szabadedzés
A monacói nagydíj harmadik szabadedzését május 24-én, szombaton délelőtt tartották.
| helyezés | versenyző         | csapat/motor         | elért idő | különbség | futott kör |
| -------- | ----------------- | -------------------- | --------- | --------- | ---------- |
| 1        | Lewis Hamilton    | Mercedes             | 1:16,758  | −         | 27         |
| 2        | Daniel Ricciardo  | Red Bull-Renault     | 1:16,808  | +0,050    | 26         |
| 3        | Nico Rosberg      | Mercedes             | 1:16,874  | +0,116    | 24         |
| 4        | Sebastian Vettel  | Red Bull-Renault     | 1:17,184  | +0,426    | 23         |
| 5        | Fernando Alonso   | Ferrari              | 1:17,428  | +0,670    | 22         |
| 6        | Kimi Räikkönen    | Ferrari              | 1:17,448  | +0,690    | 24         |
| 7        | Sergio Pérez      | Force India-Mercedes | 1:17,725  | +0,967    | 23         |
| 8        | Nico Hülkenberg   | Force India-Mercedes | 1:18,074  | +1,316    | 21         |
| 9        | Jean-Éric Vergne  | Toro Rosso-Renault   | 1:18,136  | +1,378    | 19         |
| 10       | Danyiil Kvjat     | Toro Rosso-Renault   | 1:18,166  | +1,408    | 26         |
| 11       | Kevin Magnussen   | McLaren-Mercedes     | 1:18,249  | +1,491    | 28         |
| 12       | Jenson Button     | McLaren-Mercedes     | 1:18,262  | +1,504    | 21         |
| 13       | Valtteri Bottas   | Williams-Mercedes    | 1:18,430  | +1,672    | 31         |
| 14       | Felipe Massa      | Williams-Mercedes    | 1:18,542  | +1,784    | 30         |
| 15       | Adrian Sutil      | Sauber-Ferrari       | 1:18,598  | +1,840    | 24         |
| 16       | Romain Grosjean   | Lotus-Renault        | 1:18,776  | +2,018    | 26         |
| 17       | Jules Bianchi     | Marussia-Ferrari     | 1:18,872  | +2,114    | 23         |
| 18       | Pastor Maldonado  | Lotus-Renault        | 1:19,118  | +2,360    | 28         |
| 19       | Esteban Gutiérrez | Sauber-Ferrari       | 1:19,149  | +2,391    | 28         |
| 20       | Kobajasi Kamui    | Caterham-Renault     | 1:20,271  | +3,513    | 32         |
| 21       | Max Chilton       | Marussia-Ferrari     | 1:20,394  | +3,636    | 25         |
| 22       | Marcus Ericsson   | Caterham-Renault     | 1:20,589  | +3,831    | 30         |

## Időmérő edzés
A monacói nagydíj időmérő edzését május 24-én, szombaton futották.
| helyezés              | rajtszám | versenyző         | csapat/motor         | 1. rész  | 2. rész    | 3. rész  | rajthely     | futott kör |
| --------------------- | -------- | ----------------- | -------------------- | -------- | ---------- | -------- | ------------ | ---------- |
| 1                     | 6        | Nico Rosberg      | Mercedes             | 1:17,678 | 1:16,465   | 1:15,989 | 1            | 26         |
| 2                     | 44       | Lewis Hamilton    | Mercedes             | 1:17,823 | 1:16,354   | 1:16,048 | 2            | 27         |
| 3                     | 3        | Daniel Ricciardo  | Red Bull-Renault     | 1:17,900 | 1:17,233   | 1:16,384 | 3            | 22         |
| 4                     | 1        | Sebastian Vettel  | Red Bull-Renault     | 1:18,383 | 1:17,074   | 1:16,547 | 4            | 25         |
| 5                     | 14       | Fernando Alonso   | Ferrari              | 1:17,853 | 1:17,200   | 1:16,686 | 5            | 27         |
| 6                     | 7        | Kimi Räikkönen    | Ferrari              | 1:17,902 | 1:17,398   | 1:17,389 | 6            | 27         |
| 7                     | 25       | Jean-Éric Vergne  | Toro Rosso-Renault   | 1:17,557 | 1:17,657   | 1:17,540 | 7            | 26         |
| 8                     | 20       | Kevin Magnussen   | McLaren-Mercedes     | 1:17,978 | 1:17,609   | 1:17,555 | 8            | 25         |
| 9                     | 26       | Danyiil Kvjat     | Toro Rosso-Renault   | 1:18,616 | 1:17,594   | 1:18,090 | 9            | 23         |
| 10                    | 11       | Sergio Pérez      | Force India-Mercedes | 1:18,108 | 1:17,755   | 1:18,327 | 10           | 26         |
| 11                    | 27       | Nico Hülkenberg   | Force India-Mercedes | 1:18,432 | 1:17,846   |          | 11           | 20         |
| 12                    | 22       | Jenson Button     | McLaren-Mercedes     | 1:17,890 | 1:17,988   |          | 12           | 20         |
| 13                    | 77       | Valtteri Bottas   | Williams-Mercedes    | 1:18,407 | 1:18,082   |          | 13           | 20         |
| 14                    | 8        | Romain Grosjean   | Lotus-Renault        | 1:18,335 | 1:18,196   |          | 14           | 23         |
| 15                    | 13       | Pastor Maldonado  | Lotus-Renault        | 1:18,585 | 1:18,356   |          | 15           | 21         |
| 16                    | 19       | Felipe Massa      | Williams-Mercedes    | 1:18,209 | idő nélkül |          | 16           | 10         |
| 17                    | 21       | Esteban Gutiérrez | Sauber-Ferrari       | 1:18,741 |            |          | 17           | 11         |
| 18                    | 99       | Adrian Sutil      | Sauber-Ferrari       | 1:18,745 |            |          | 18           | 11         |
| 19                    | 17       | Jules Bianchi     | Marussia-Ferrari     | 1:19,332 |            |          | 21[1]        | 10         |
| 20                    | 4        | Max Chilton       | Marussia-Ferrari     | 1:19,928 |            |          | 19           | 9          |
| 21                    | 10       | Kobajasi Kamui    | Caterham-Renault     | 1:20,133 |            |          | 20           | 9          |
| 22                    | 9        | Marcus Ericsson   | Caterham-Renault     | 1:21,732 |            |          | bokszutca[2] | 9          |
| 107%-os idő: 1:22,985 |          |                   |                      |          |            |          |              |            |

Megjegyzés
- ↑ 1:  — Jules Bianchi öt rajthelyes büntetést kapott váltócsere miatt.[2]
- ↑ 2:  — Marcus Ericsson-nak a bokszutcából kellett rajtolnia, miután az időmérő első részében ütközött Felipe Massa autójával, melynek köszönhetően a brazil nem vehetett részt a Q2-ben.[3]

## Futam
A monacói nagydíj futama május 25-én, vasárnap rajtolt.
| helyezés | rajtszám | versenyző         | csapat/motor         | futott kör | idő/kiesés oka | rajthely  | pont |
| -------- | -------- | ----------------- | -------------------- | ---------- | -------------- | --------- | ---- |
| 1        | 6        | Nico Rosberg      | Mercedes             | 78         | 1:49:27,661    | 1         | 25   |
| 2        | 44       | Lewis Hamilton    | Mercedes             | 78         | +9,210         | 2         | 18   |
| 3        | 3        | Daniel Ricciardo  | Red Bull-Renault     | 78         | +9,614         | 3         | 15   |
| 4        | 14       | Fernando Alonso   | Ferrari              | 78         | +32,452        | 5         | 12   |
| 5        | 27       | Nico Hülkenberg   | Force India-Mercedes | 77         | +1 kör         | 11        | 10   |
| 6        | 22       | Jenson Button     | McLaren-Mercedes     | 77         | +1 kör         | 12        | 8    |
| 7        | 19       | Felipe Massa      | Williams-Mercedes    | 77         | +1 kör         | 16        | 6    |
| 8        | 8        | Romain Grosjean   | Lotus-Renault        | 77         | +1 kör         | 14        | 4    |
| 9[1]     | 17       | Jules Bianchi     | Marussia-Ferrari     | 77         | +1 kör         | 21        | 2    |
| 10       | 20       | Kevin Magnussen   | McLaren-Mercedes     | 77         | +1 kör         | 8         | 1    |
| 11       | 9        | Marcus Ericsson   | Caterham-Renault     | 77         | +1 kör         | bokszutca |      |
| 12       | 7        | Kimi Räikkönen    | Ferrari              | 77         | +1 kör         | 6         |      |
| 13       | 10       | Kobajasi Kamui    | Caterham-Renault     | 75         | +3 kör         | 20        |      |
| 14       | 4        | Max Chilton       | Marussia-Ferrari     | 75         | +3 kör         | 19        |      |
| ki       | 21       | Esteban Gutiérrez | Sauber-Ferrari       | 59         | baleset        | 17        |      |
| ki       | 77       | Valtteri Bottas   | Williams-Mercedes    | 55         | erőforrás      | 13        |      |
| ki       | 25       | Jean-Éric Vergne  | Toro Rosso-Renault   | 50         | kipufogó       | 7         |      |
| ki       | 99       | Adrian Sutil      | Sauber-Ferrari       | 23         | baleset        | 18        |      |
| ki       | 26       | Danyiil Kvjat     | Toro Rosso-Renault   | 10         | kipufogó       | 9         |      |
| ki       | 1        | Sebastian Vettel  | Red Bull-Renault     | 5          | turbó          | 4         |      |
| ki       | 11       | Sergio Pérez      | Force India-Mercedes | 0          | baleset        | 10        |      |
| ni       | 13       | Pastor Maldonado  | Lotus-Renault        | 0          | üzemanyagpumpa | 15        |      |

Megjegyzés
- ↑ 1:  — Jules Bianchi a 8. helyen ért célba, de öt másodpercet hozzáadtak az idejéhez, mert a verseny alatt kapott büntetését rossz időben - a biztonsági autós periódus alatt - töltötte le, így a 9. helyre csúszott vissza.[4]

## A világbajnokság állása a verseny után
| H   | Versenyzők       | Pont | H   | Konstruktőrök        | Pont |
| --- | ---------------- | ---- | --- | -------------------- | ---- |
| 1.  | Nico Rosberg     | 122  | 1.  | Mercedes             | 240  |
| 2.  | Lewis Hamilton   | 118  | 2.  | Red Bull-Renault     | 99   |
| 3.  | Fernando Alonso  | 61   | 3.  | Ferrari              | 78   |
| 4.  | Daniel Ricciardo | 54   | 4.  | Force India-Mercedes | 67   |
| 5.  | Nico Hülkenberg  | 47   | 5.  | McLaren-Mercedes     | 52   |
| 6.  | Sebastian Vettel | 45   | 6.  | Williams-Mercedes    | 52   |
| 7.  | Valtteri Bottas  | 34   | 7.  | Lotus-Renault        | 8    |
| 8.  | Jenson Button    | 31   | 8.  | Toro Rosso-Renault   | 8    |
| 9.  | Kevin Magnussen  | 21   | 9.  | Marussia-Ferrari     | 2    |
| 10. | Sergio Pérez     | 20   | 10. | Sauber-Ferrari       | 0    |

(A teljes táblázat)

## Statisztikák
- Vezető helyen:
  - Nico Rosberg: 78 kör (1-78)
- Nico Rosberg 5. győzelme és 6. pole-pozíciója.
- Kimi Räikkönen 40. leggyorsabb köre.
- A Mercedes 19. győzelme.
- Nico Rosberg 17., Lewis Hamilton 59., Daniel Ricciardo 2. dobogós helyezése.